# Hans-Peter Hallwachs
Hans-Peter Hallwachs (Jüterbog, 10 juli 1938 – Berlijn, 16 december 2022) was een Duits acteur en stemacteur.

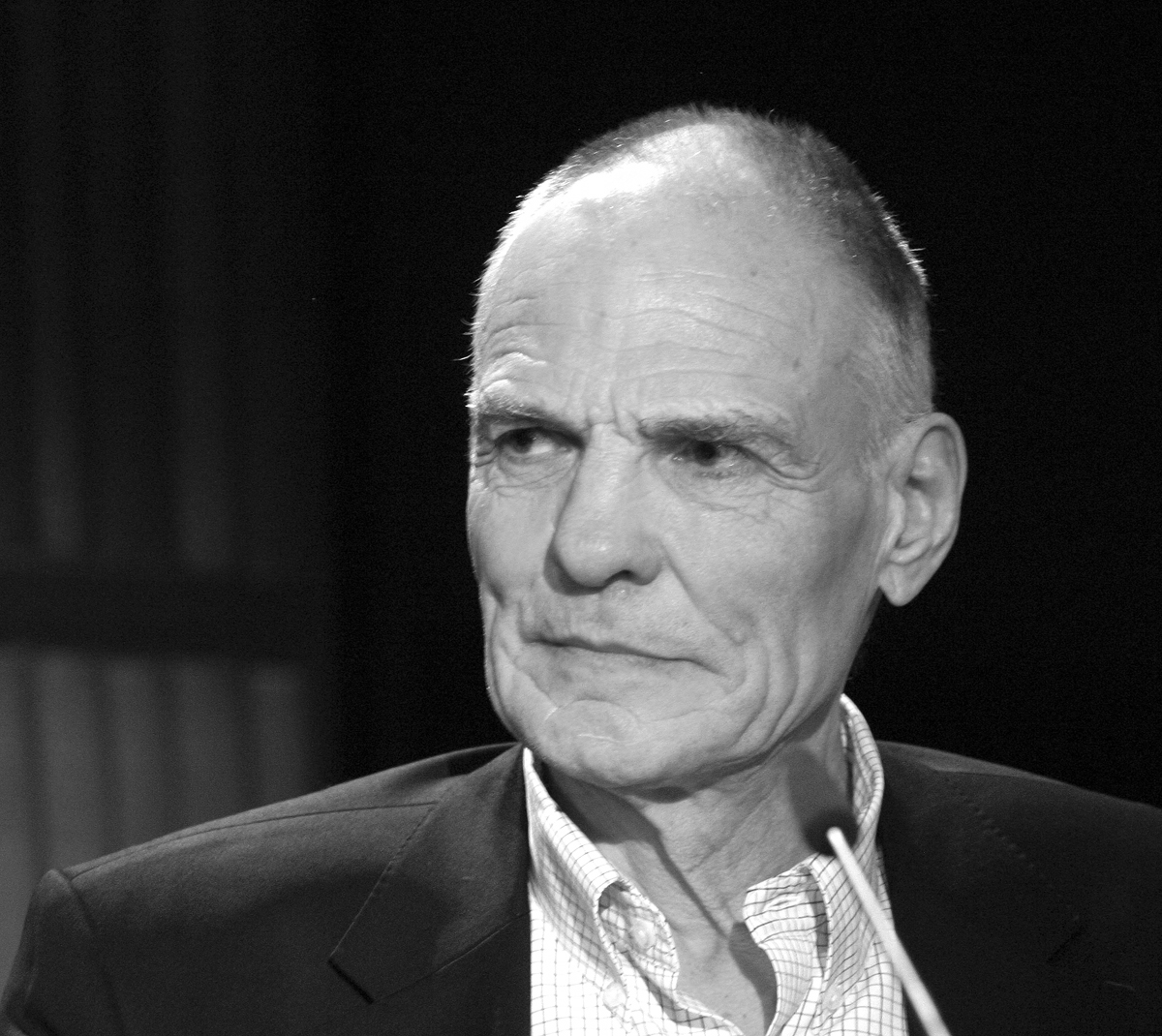
Hans-Peter Hallwachs

Hij werd geboren in de oostelijke deelstaat Brandenburg als zoon van een dierenarts en ging toneel studeren in het nabije Berlijn (Schauspielschule „Der Kreis“).
Bij het grote Nederlandse publiek is hij vooral bekend van zijn karakterrollen in diverse films en (gast)rollen in televisieseries als Derrick, Tatort, Siska, Wolff en Der Alte. Maar in Duitsland is hij vooral bekend van veel films.
Hij overleed op 16 december 2022, op 84-jarige leeftijd.

## Filmografie
- 1967: Mord und Totschlag
- 1968: Tamara
- 1970: Drüben bei Lehmanns (televisieserie, 1 aflevering)
- 1970: Die seltsamen Methoden des Franz Josef Wanninger (televisieserie, 1 aflevering)
- 1970: Ohrfeigen
- 1970-2018: Tatort (televisieserie)
  - 1970: Taxi nach Leipzig
  - 1977: Das stille Geschäft
  - 1984: Freiwild
  - 1987: Eine Million Mäuse
  - 1988: Salü Palu
  - 1992: Verspekuliert
  - 1992: Camerone
  - 1996: Der Phoenix-Deal
  - 2001: Tod vor Scharhörn
  - 2001: Havarie
  - 2001: Totenmesse
  - 2009: Schiffe versenken
  - 2013: Borowski und der brennende Mann
  - 2013: Scheinwelten
  - 2016: Taxi nach Leipzig
  - 2018: Anne und der Tod
- 1972: Der Stoff aus dem die Träme sind
- 1974: Ein ganz perfektes Ehepaar
- 1974: Die großen Detektive (televisieserie, 1 aflevering)
- 1976: Unter einem Dach (televisieserie, 1 aflevering)
- 1977: Halbe-Halbe
- 1979: Fabian
- 1981: Nach Mitternacht
- 1982: Ich bin dein Killer
- 1983: Am Ufer der Dämmerung
- 1984: Morgen schon (televisieserie)
- 1986: Der Sommer des Samurai
- 1986: Vaterland
- 1986: Caspar David Friedrich – Grenzen der Zeit
- 1986: Didi auf vollen Touren
- 1986: Das Go! Projekt
- 1986: Die Stunde des Léon Bisquet
- 1986-1997: Derrick (televisieserie, diverse rollen, 8 afleveringen)
- 1988: Hemingway (televisie-vierdeler)
- 1989: Otto – Der Außerfriesische
- 1989: Reise ohne Wiederkehr
- 1989: Machtspiele
- 1989-2007: Der Alte
  - 1989: Ein Tag der Angst
  - 1992: Aber mich betrügt man nicht
  - 1993: Das Ende einer Ermittlung
  - 1996: Der Lebensretter
  - 1999: Im Angesicht des Todes
  - 2002: Fahrlässige Tötung
  - 2003: Das Testament des Doktor Z.
  - 2004: Ein tödliches Drama
  - 2005: Der Nachruf
  - 2006: Verlorene Kinder
  - 2007: Jakob
- 1990: Die Richterin
- 1990: Ein Fall für zwei (televisieserie, diverse rollen, 2 afleveringen)
- 1991: Ende der Unschuld
- 1991: Reise ohne Wiederkehr
- 1991: Nie im Leben
- 1991: Der Mann nebenan
- 1993: Der große Bellheim (televisie-vierdeler)
- 1993: Wehner - Die unerzählte Geschichte
- 1994: Rotwang muß weg!
- 1994: Glückliche Reise – Hongkong (televisieserie)
- 1995: Glückliche Reise – Phuket (televisieserie)
- 1996: Derrick - Das dunkle Licht
- 1996-1998: Der Bulle von Tölz (televisieserie, 6 afleveringen)
- 1996: Der Mann ohne Schatten (televisieserie, 15 afleveringen)
- 1998: Der Clown (televisieserie, 2 afleveringen)
- 1998: Natalie III – Babystrich online
- 1998–2000: Medicopter 117 – Jedes Leben zählt (televisieserie, 2 afleveringen)
- 1999–2005: Siska (televisieserie, 7 afleveringen)
- 1999: Mit fünfzig küssen Männer anders (televisiefilm)
- 1999: Nichts als die Wahrheit
- 1999: Ein starkes Team - Der letzte Kampf (televisieserie, aflevering 11)
- 2000: Geisterjäger John Sinclair (televisieserie, 2 afleveringen)
- 2000: Schliemann - Die Leidenschaft seines Lebens (televisiefilm)
- 2001: So weit die Füße tragen
- 2002: Edel und Stark - Der Mantel des Schweigens
- 2003: Ein starkes Team - Blutsbande
- 2003, 2011: Die Rosenheim-Cops (televisieserie, diverse rollen, 2 afleveringen)
- 2003: Die Stunde der Offiziere
- 2003: Rosenstraße
- 2003: Tage des Sturms
- 2003: Der Ärgermacher
- 2004: (T)Raumschiff Surprise
- 2004-2005: Forsthaus Falkenau (televisieserie, 3 afleveringen)
- 2004: Das Duo – Bauernopfer
- 2005: Nachtasyl (theaterfilm van Hardi Sturm)
- 2006: Der Tote am Strand
- 2006: Am Ende des Schweigens (televisiefilm)
- 2007: Noch ein Wort und ich heirate dich!
- 2007: Mord mit Aussicht (televisieserie, 19 afleveringen)
- 2008-2010: Ihr Auftrag, Pater Castell (televisieserie, 14 afleveringen)
- 2008: U-900
- 2008: Der Baader Meinhof Komplex
- 2009: So ein Schlamassel
- 2010: Liebe und andere Delikatessen
- 2010: SOKO Leipzig - Die Hand Gottes (televisieserie)
- 2010, 2012: SOKO Wismar (televisieserie, diverse rollen, 2 afleveringen)
- 2011: Heiter bis tödlich: Hubert und Staller - Brautjungfer über Bord (televisieserie)
- 2011: Die Dienstagsfrauen … auf dem Jakobsweg zur wahren Freundschaft
- 2012: Die letzte Spur - Terrorist (televisieserie)
- 2013: Heiter bis tödlich: Morden im Norden - Tödliche Umleitung (televisieserie)
- 2013: Seegrund. Ein Kluftingerkrimi
- 2014: Zwischen den Zeiten
- 2014: SOKO Köln - Falschgeld (televisieserie)
- 2015: Das goldene Ufer
- 2016: Donna Leon – Das goldene Ei (televisieserie)
- 2016: Die Einsiedler
- 2017: Die Lebenden und die Toten – Ein Taunuskrimi (televisieserie)
- 2017: Kommissar Marthaler – Die Sterntaler-Verschwörung (televisieserie)
- 2020: Letzte Spur Berlin - Blutsbande (televisieserie)

## Theater
- 1993: William Shakespeare: Coriolan (Titus Lartius) – Regie: Deborah Warner (Salzburger Festspiele – Felsenreitschule)

## Hoorspelen
- 1969: Edward Boyd: Fünf Finger machen eine Hand – Regie: Heiner Schmidt (misdaadhoorspel – SWF)
- 1972: Edward Boyd: Schwarz wird stets gemalt der Teufel – Regie: Heiner Schmidt (misdaadhoorspel – SWF)
- 1973: Alfred Bester: Demolition – Regie: Ulrich Gerhardt, Klaus Krüger, Hans-Ulrich Minke, Friedrich Scholz, Ursula Starck (hoorspel – RIAS, BR, WDR)
- 1978: Robert Matejka: Hemingway in Pamplona – Regie: Robert Matejka (hoorspel – RIAS)
- 1978: Karel Čapek: R.U.R – Rossum’s Universal Robots – Regie: Heiner Schmidt (hoorspel – Bayerischer Rundfunk / RIAS)
- 1983: Raymond Chandler: Die Tote im See – Regie: Hermann Naber (misdaadhoorspel – SWF)
- 1985: Janwillem van de Wetering: Der Commissaris geht in Kur – Regie: Peter Michel Ladiges (misdaadhoorspel – SWF/SFB)
- 1986: Raymond Chandler: Bay City Blues – Regie: Hermann Naber (misdaadhoorspel – SWF)
- 1986: Raymond Chandler: Mord im Regen – Regie: Hermann Naber (misdaadhoorspel – SWF/NDR)
- 1988: Raymond Chandler: Der Mann, der Hunde liebte – Regie: Hermann Naber (misdaadhoorspel – SWF)
- 1991: J. R. R. Tolkien: Der Herr der Ringe – Regie: Bernd Lau (hoorspel – SWF/WDR)
- 1993: Tankred Dorst: Merlin oder das wüste Land (koning Arthur) – Regie: Walter Adler (hoorspel – MDR)
- 1994: Peter Mohr: Zur letzten Instanz (dr. Wenzel) – Regie: Holger Rink (hoorspel – ORB)
- 1995: Konrad Hansen: Der Jäger (Hr. Sperber) – Regie: Otto Düben (misdaadhoorspel – WDR, ORB)
- 1996: Raymond Chandler: Zu raffinierter Mord – Regie: Hermann Naber (misdaadhoorspel – SWF)
- 1998: Paul Barz: Bombenrolle (auteur) – Regie: Klaus-Dieter Pittrich (hoorspel – WDR)
- 1999: Volker Braun: Die Geschichte von den vier Werkzeugmachern (chef) – Regie: Jörg Jannings (hoorspel – SFB/ORB/DLF)
- 2000: Gilbert Adair: Blindband – Regie: Angeli Backhausen (WDR)
- 2002: Dirk Schmidt: Ins Herz der Nacht – Regie: Thomas Leutzbach (sciencefiction-misdaadhoorspel – WDR)
- 2002: Samuel Shem: House of God (Leggo) – Regie: Norbert Schaeffer (hoorspel – MDR)
- 2003: Jean-Claude Izzo: Chourmo – Regie: Ulrich Gerhardt (misdaadhoorspel – DLR Berlin)
- 2003: William Wharton: Birdy – Regie: Norbert Schaeffer (hoorspel – DLR Berlin)
- 2004: Philip Lewis: Ein Palimpsest – Regie: Ulrike Brinkmann (hoorspel – DLR Berlin)
- 2004: Carl Djerassi : Ego – Regie : Annette Kurth (hoorspel – WDR)
- 2004/2005: Tad Williams: Otherland als verteller (Erzählstrang Paul Jonas) (hoorspel HR)
- 2006: Tom Peuckert: Der fünf Minuten Klassiker – Regie: Beate Rosch (hoorspel (deel 4, 8 en 9) – RBB)
- 2006: Friedrich Christian Delius: Die Minute mit Paul McCartney – Regie: Christiane Ohaus (hoorspel – RB/WDR)
- 2006: Ludwig Fels: Hello, I’m Glen Sherley – Regie: Christiane Ohaus (hoorspel – RB)
- 2008: James Graham Ballard: Karneval der Alligatoren – Bearbeitung/Regie: Oliver Sturm (hoorspel – NDR)
- 2010–2020: Dirk Schmidt: Radio-Tatort (afdelingshoofd Vorderbäumen) – Regie: Claudia Johanna Leist (misdaadhoorspel – WDR)
  - 2010: Task Force Hamm
  - 2012: Noch nicht mal Mord
  - 2012: Baginsky
  - 2013: Kontermann
  - 2013: Currykill
  - 2014: Malina
  - 2014: Calibra oder die Geißel Gottes
  - 2015: Exit
  - 2016: Dead Link
  - 2016: Alt ist kalt
  - 2017: Ausgelöst
  - 2018: Paradise City
  - 2018: Ronsdorf
  - 2019: Cascabel
  - 2020: Deutschland hat keine Pferde mehr
- 2013: Francis Iles: Verdacht (gebaseerd op de roman Before the Fact) – Vertaling, bewerking en regie: Regine Ahrem (RBB)
- 2013: Lothar Trolle: Judith – Regie: Walter Adler (hoorspel – DLF/HR)
- 2014: Andres Veiel: Das Himbeerreich – Regie: Ulrich Lampen (hoorspel – RBB/HR)
- 2015: Oliver Sturm: King of Kings – Regie: Oliver Sturm (hoorspel – HR)

## Luisterboeken
- 2007: Bernhard Hennen: Elfenwinter, Dhv der Hörverlag; Editie: Verkorte lezing, ISBN 978-3-86717-080-2.
- 2007: Bernhard Hennen: Elfenlicht, Dhv der Hörverlag; Editie: Verkorte lezing, ISBN 978-3-86717-094-9.
- 2007: Bernhard Hennen: Elfenritter 1. Die Ordensburg, Dhv der Hörverlag; Editie: Verkorte lezing, ISBN 978-3-86717-173-1.
- 2008: Bernhard Hennen: Die Elfen Dhv der Hörverlag; Editie: Verkorte lezing, ISBN 978-3-89940-973-4.
- 2008: Bernhard Hennen: Elfenritter 2. Die Albenmark, Dhv der Hörverlag; Editie: Verkorte lezing, ISBN 978-3-86717-184-7.
- 2009: Bernhard Hennen: Elfenkönigin, Dhv der Hörverlag; Editie: Verkorte lezing, ISBN 978-3-86717-170-0.
- 2009: Bernhard Hennen: Elfenritter 3. Das Fjordland, Dhv der Hörverlag; Editie: Verkorte lezing, ISBN 978-3-86717-462-6.
- 2011: Bernhard Hennen: Drachenelfen, Wilhelm Heyne Verlag; Editie: Verkorte lezing, ISBN 978-3-8371-1008-1.

- Bibliothèque nationale de France: cb141849031 (data)
- Gemeinsame Normdatei: 12293105X
- International Standard Name Identifier: 0000 0000 7840 5252
- Library of Congress Control Number: no2002103115
- MusicBrainz: 79e9466a-bcf4-4ba2-a67b-219801e522da
- Nationale Bibliotheek van Tsjechië: pna2007418727
- Nationale Bibliotheek van Israël: 987007411587005171
- Système universitaire de documentation: 227284240
- Virtual International Authority File: 39586738
- WorldCat: E39PBJfWVV9hmMHv4QVwVV6xjC